# Kong Dyves Sten
Der Kong Dyves Sten ist eine megalithische Grabanlage der jungsteinzeitlichen Nordgruppe der Trichterbecherkultur im Kirchspiel Krogstrup in der dänischen Kommune Frederikssund.

## Lage
Das Grab liegt zwischen Krogstrup und Dalby im Waldgebiet Solbakke Skov. Etwa 650 m südöstlich befindet sich das Großsteingrab Klangdys. In der näheren Umgebung gibt bzw. gab es zahlreiche weitere megalithische Grabanlagen.

## Forschungsgeschichte
Nachdem der Deckstein der Grabkammer herabgestürzt war, fand um 1855 eine unwissenschaftliche Ausgrabung statt. In den Jahren 1873 und 1942 führten Mitarbeiter des Dänischen Nationalmuseums Dokumentationen der Fundstelle durch. Eine weitere Dokumentation erfolgte 1990 durch Mitarbeiter der Forst- und Naturbehörde.

## Beschreibung
Die Anlage besaß ursprünglich eine Hügelschüttung, die aber weitestgehend abgetragen ist und deren Form sich nicht mehr ermitteln lässt. Die Grabkammer ist als Urdolmen anzusprechen. Die Außenmaße der Kammer betragen sowohl in nord-südlicher als auch in ost-westlicher Richtung 3,5 m; die Höhe beträgt 1,2 m. Sie besteht aus vier Wandsteinen. Der nach Südosten abgerutschte Deckstein hat eine Länge von 2 m, eine Breite von 2 m und eine Dicke von 1,5 m.